# Santiago (Lisbonne)
Pour les articles homonymes, voir Santiago (homonymie).
Santiago est une ancienne freguesia de Lisbonne intégrée depuis 2012 à celle de Santa Maria Maior créée la même année.

## Les Hospitaliers
Église Santa Luzia e São Brás, ancienne commanderie des Hospitaliers de l'ordre de Saint-Jean de Jérusalem (grand prieuré de Portugal).

## Monuments
- Belvédère de Santa Luzia